# Política de Jamaica

Bandera de Jamaica.

Jamaica es una monarquía constitucional. Pertenece a la Mancomunidad de Naciones (en inglés: Commonwealth of Nations). 

## Poderes del Estado
Poder Ejecutivo: Ejercido por el rey Carlos III del Reino Unido, el Gobernador General Patrick Allen (2009), el primer ministro Andrew Holness (2016) y su gabinete de 16 ministros. 
Poder Legislativo: El parlamento bicameral consta del Senado (un cuerpo de 21 miembros nombrado por el Gobernador General con las recomendaciones del primer ministro y el jefe del partido de oposición; y de la Cámara de Representantes (60 escaños; cuyos miembros son elegidos por voto popular.
Poder Judicial: El organismo máximo es la Corte Suprema (jueces nombrados por el gobernador general con la asesoría del primer ministro); Tribunal de Apelaciones.

## Sistema político
El sistema parlamentario de Jamaica se basa en el modelo británico de Westminster y comparte muchas de sus características fundamentales. El legislador que obtiene el apoyo de la mayoría de la Cámara baja —que es invariablemente el líder del partido mayoritario— es invitado por el gobernador general a ocupar el puesto de primer ministro y, a su vez, a nombrar los ministros del gabinete. El gobierno es responsable ante la Cámara de Representantes, que puede dar por terminado el período de gobierno si una mayoría apoya un voto de no confianza. Debe convocarse a elecciones dentro de un plazo de cinco años a partir de la elección precedente, pero la determinación de la fecha exacta queda
a discreción del primer ministro, con la aprobación del Gobernador General quien, como la Reina en Gran Bretaña, desempeña principalmente un papel ceremonial. El sistema electoral de mayoría, llamado first-past-the-post, que resulta en forma recurrente en mayorías unipartidarias en la Cámara de Representantes, favorece la concentración de la autoridad de decisión en el Poder Ejecutivo, como en el sistema británico. El primer ministro, además de nombrar a los ministros del gabinete, “nombra” de hecho a la mayoría de los senadores (aunque formalmente lo hace el Gobernador General), así como a los funcionarios que ocuparán los cargos más altos en la administración pública y en otros órganos especiales del gobierno.
La estructura del sistema parlamentario, los amplios poderes de nombramiento del primer ministro y la importante función de los partidos que ayudan a los miembros del parlamento a garantizar su reelección han alentado una firme disciplina partidaria y han reducido la función de la legislatura en la formulación de políticas públicas. La dinámica de la competencia entre partidos, especialmente desde 1990, ha propiciado la estabilidad política. A partir de 1962 el poder se ha alternado entre dos partidos —el Partido Nacional Popular (PNP) y el Partido Laborista de Jamaica (JLP)—, pero cada instancia de cambio ha sido seguida por un
mínimo de dos períodos sucesivos. En consecuencia, los ministros del gabinete y otros funcionarios tienden a mantenerse en sus cargos mucho más tiempo que sus contrapartes
en los países latinoamericanos. En el decenio de 1990, la moderación del PNP, que tradicionalmente se ubicaba más hacia la izquierda, generó una creciente convergencia en la orientación política de ambos partidos. Cabría esperar que estas características del PFP jamaiquino facilitaran al gobierno la adopción de los cambios de políticas necesarios (adaptabilidad de las políticas) y al mismo tiempo mantuvieran la orientación general de las políticas de desarrollo, y la consistencia en su ejecución. Además, es de suponer que la
existencia de una burocracia basada en méritos y relativamente profesional, así como la de un Poder Judicial bastante independiente, favorezcan el cumplimiento de acuerdos de política a largo plazo y contribuyan a la estabilidad y a la calidad duradera de las políticas públicas.
En algunos casos, la capacidad de decisión (decisiveness) del gobierno ha sido claramente evidente, como cuando respondió ante la crisis bancaria de 1997 y en las decisiones que tomó con respecto al ingreso a la Comunidad del Caribe (Caricom). Pero el gobierno ha sido menos hábil para estructurar reformas de política oportunas y adecuadas en relación con algunos otros problemas, como la gran magnitud del déficit fiscal y la deuda pública, y la escalada de la tasa de criminalidad. 

## Partidos políticos
- Movimiento Democrático Nacional (National Democratic Movement -NDM)
- Partido Laborista de Jamaica (Jamaica Labour Party - JLP)
- Partido Nacional Popular (People's National Party - PNP)
- Partido de los Trabajadores de Jamaica (Workers Party of Jamaica - WPJ)

## Jefes de Estado
- S.M. Guillermo III, Príncipe de Orange (Dinastía de Estuardo, 1689-1702)
- S.M. Ana I (Dinastía de Estuardo, 1702-1714)
- S.M. Jorge I (Dinastía de Hanover, 1714-1727)
- S.M. Jorge II (Dinastía de Hanover, 1727-1760)
- S.M. Jorge III (Dinastía de Hanover, 1760-1820) jejox
- S.M. Jorge IV (Dinastía de Hanover, 1820-1830)
- S.M. Guillermo IV (Dinastía de Hanover, 1830-1837)
- S.M. Victoria I (Dinastía de Hanover, 1837-1901)
- S.M. Eduardo VII (Dinastía de Sajonia-Coburgo-Gotha, 1901-1910)
- S.M. Jorge V (Dinastía Windsor, 1910-1936)
- S.M. Eduardo VIII (Dinastía Windsor, 1936)
- S.M. Jorge VI (Dinastía Windsor, 1936-1952)
- S.M. Isabel II (Dinastía Windsor, 1952-2022)
- S.M. Carlos III (Dinastía Windsor, 2022-actualidad.)

## Representantes del jefe de Estado
Gobernadores
- Sir William Beeston (1693-1702)
- Thomas Handasyde (1702-1711)
- Lord Archibald Hamilton (1711-1716)
- Peter Heywood (1716-1718)
- Sir Nicholas Lawes (1718-1722)
- Henry Bentinck (1722-1726)
- John Ayscough (1726-1728)
- Robert Hunter (1728-1734)
- John Gregory (1734-1735)
- Henry Cunninghame (1735-1736)
- John Gregory (1736-1738)
- Edward Trelawny (1738-1752)
- Charles Knowles (1752-1756)
- Sir Henry Moore (1756-1762)
- William Henry Lyttleton (1762-1766)
- Roger Hope Elletson (1766-1767)
- Sir William Trelawny (1767-1772)
- John Dalling (1772-1774)
- Sir Basil Keith (1774-1777)
- John Dalling (1777-1781)
- Archibald Campbell (1781-1784)
- Alured Clarke (1784-1790)
- Thomas Howard (1790-1791)
- Adam Williamson (1791-1795)
- Alexander Lindsay (1795-1801)
- Sir George Nugent (1801-1805)
- Sir Eyre Coote (1806-1808)
- William Montague (1808-1827)
- Sir John Keane (1827-1829)
- Somerset Lowry-Corry (1829-1832)
- George Cuthbert (1832)
- Constantine Henry Phipps (1832-1834)
- Howe Peter Browne (1834-1836)
- Sir Lionel Smith (1836-1839)
- Sir Charles Theophilus Metcalfe (1839-1842)
- James Bruce (1842-1846)
- George Henry Frederick Berkeley (1846-1847)
- Sir Charles Edward Grey (1847-1853)
- Sir Henry Barkly (1853-1856)
- Edward Wells Bell (1856-1857)
- Charles Henry Darling (1857-1862)
- Edward John Eyre (1862-1865)
- Sir Henry Knight Storks (1865-1866)
- Sir John Peter Grant (1866-1874)
- Sir William Grey (1874-1877)
- Sir Anthony Musgrave (1877-1833)
- Somerset M. Wiseman Clarke (1883)
- Sir Henry Wylie Norman (1883-1889)
- William Clive Justice (1889)
- Sir Henry Arthur Blake (1889-1898)
- Sir Agoustus W. Lawson (1898-1904)
- Sydney Haldane Olivier (1904)
- Sir James Alexander Swettenham (1904-1907)
- Sydney Haldane Olivier (1907-1913)
- Philip Clark Cork (1913)
- Sir William Henry Manning (1913-1818)
- Robert Johnstone (1918)
- Sir Leslie Probyn (1918-1924)
- Sir Samuel Herbert Wilson (1924-1925)
- A.S. Jeef (1925-1926)
- Sir Reginald Edward Stubbs (1926-1932)
- Sir Alexander Ransford Slater (1932-1934)
- Sir Edward Brandis Denham (1934-1938)
- Sir Arthur Frederick Richards (1938-1943)
- Sir John Huggins (1943-1951)
- Sir Hugh Mackintosh Foot (1951-1957)
- Sir Kenneth Blackburne (1957-1962)

Gobernadores generales
- Sir Kenneth Blackburne (1962)
- Sir Clifford Campbell (1962-1973)
- Sir Herbert Duffus (1973)
- Florizel Glasspole (1973-1991)
- Edward Zacca (1991)
- Sir Howard Cooke (1991)

## Jefes de Gobierno
Ministros en jefe
- Edward H.Fagan  (Laborista de Jamaica,1953-1955)
- Norman Washington Manley (Nacional Popular, 1955-1959)

Primeros Ministros
- Norman Washington Manley (Nacional Popular, 1959-1962)
- Sir Alexander Bustamante (Laborista, 1962-1967)
- Donald Burns Sangster (Laborista, 1964-1967)
- Hugh Lawson Shearer (Laborista, 1967-1972)
- Michael Manley (Nacional Popular, 1972-1980)
- Edward Seaga (Laborista, 1980-1989)
- Michael Manley (Nacional Popular, 1989-1992)
- Percival James Patterson (Nacional Popular, 1992-2006)
- Portia Simpson-Miller (Nacional Popular, 2006-2007)
- Bruce Golding (Laborista, 2007-2011)
- Andrew Holness (Laborista, 2011-2012)
- Portia Simpson-Miller (Nacional Popular, 2012-2016)
- Andrew Holness (Laborista, 2016-Act.)